# Ковалёв, Сергей Никитич
Серге́й Ники́тич Ковалёв (15 августа 1919, Петроград — 24 февраля 2011, Санкт-Петербург) — генеральный конструктор советских атомных подводных крейсеров стратегического назначения.
Дважды Герой Социалистического Труда (1963, 1974), лауреат Ленинской премии (1965) и Государственной премии СССР, РФ (1978, 2007), кавалер четырёх орденов Ленина (1963, 1970, 1974, 1984), кавалер ордена Октябрьской Революции (1979), действительный член Российской академии наук (1991, АН СССР — с 1981), доктор технических наук (1973).

## Биография
Сергей Никитич Ковалёв родился 15 августа 1919 года в Петрограде в семье морского офицера Никиты Назаровича Ковалёва и его супруги Анастасии Ивановны. Окончил знаменитую ленинградскую школу «Реформиерте Шуле» с преподаванием на немецком языке в 1937 году.
После окончания школы, в 1937—1942 годах обучался в Ленинградском кораблестроительном институте (ЛКИ). Продолжил занятия и после начала Великой Отечественной войны, пережив в Ленинграде первую блокадную зиму. В конце февраля 1942 года был эвакуирован по «Дороге жизни», лечился от дистрофии в госпитале в Сталинграде. Находясь в эвакуации в городе Пржевальске (Киргизская ССР), закончил обучение в Николаевском кораблестроительном институте, к которому тогда был присоединён ЛКИ (1943).
В ноябре 1943 года был направлен на работу в Центральное конструкторское бюро № 18 (ныне именуемое Центральное конструкторское бюро морской техники «Рубин») на должность конструктора 2-й категории (ЦКБ-18 тогда работало в эвакуации в Горьком). Именно там он начал заниматься проектированием подводных лодок. Со временем стал конструктором 1 разряда, а затем и старшим конструктором. После войны с коллективом ЦКБ-18 вернулся в Ленинград. В 1947 году несколько месяцев работал в Германии (г. Бланкенбург) в «бюро Антипина», изучая энергетические установки немецких ПЛ и занимаясь экспериментальным воссозданием наиболее передовых из них).
В 1948 году переведён в СКБ-143 на должность помощника главного конструктора проекта высокоскоростной подводной лодки (. В 1953 году вернулся в ЦКБ-18 помощником главного конструктора В. Н. Перегудова. C 1954 года становится главным конструктором парогазотурбинной лодки проекта 617.
С 1958 года являлся Главным (с 1983 — Генеральным) конструктором атомных подводных лодок и подводных крейсеров стратегического назначения проектов 658, 658М, 667А, 667Б, 667БД, 667БДР, 667БДРМ и 941. На «Севмаше» по его проектам было построено 73 подводные лодки. В общей сложности по восьми проектам Ковалёва было построено 92 подводные лодки.
Кроме того, с августа 1992 года являлся научно-техническим руководителем и координатором работ, связанных с добычей и транспортировкой и переработкой нефти и газа на морском шельфе, а с июля 1994 года — Генеральным конструктором по морским ледостойким и разведочным платформам.
Сергей Никитич до 90 лет приходил в конструкторское бюро к началу, и уходил по окончании рабочего дня.
Автор книги воспоминаний. Много лет увлекался живописью, и в конце жизни был издан альбом его произведений.
Умер в Санкт-Петербурге на 92-м году жизни. Вечером, 24 февраля 2011 года он почувствовал себя плохо. Родственники вызвали «Скорую помощь», смерть наступила по пути в больницу.
Первого марта состоялись гражданская панихида в ЦКБ МТ «Рубин» и отпевание в Никольском соборе.
Похоронили Ковалёва на Красненьком кладбище в Санкт-Петербурге.
Являлся членом КПСС в 1961—1991 годах, депутатом Верховного Совета СССР 11-го созыва (1984—1989).

## Награды

### Почётные звания
- Герой Социалистического Труда — дважды:
  - 28 апреля 1963 — Указом Президиума Верховного Совета СССР (с грифом «не подлежит опубликованию») «за большие заслуги в деле создания и производства новых типов ракетного вооружения, а также атомных подводных лодок и надводных кораблей, оснащённых этим оружием, и перевооружения кораблей Военно-Морского Флота» с вручением ордена Ленина и золотой медали Серп и Молот[12][13]
  - 4 декабря 1974 — Указом Президиума Верховного Совета СССР за выдающиеся заслуги в развитии науки и техники

### Ордена и медали
- 2009 — Орден «За заслуги перед Отечеством» II степени[14]
- 2003 — Орден «За морские заслуги»
- 1963, 1970, 1974, 1984 — четыре ордена Ленина
- 1978 — Орден Октябрьской Революции
- Медаль ордена «За заслуги перед Отечеством» II степени
- 1996 — Юбилейная медаль «300 лет Российскому флоту»
- 2003 — Медаль «В память 300-летия Санкт-Петербурга»
- 1954 — Медаль «За трудовое отличие»
- 1997 — Золотая медаль имени В. Г. Шухова

### Премии
- 1965 — Ленинская премия — за руководство работами по созданию лодок проекта 658в.
- 1978 — Государственная премия СССР — за руководство работами по созданию кораблей проекта 667БДР.
- 2004 — Премия имени А.Н. Крылова Правительства Санкт-Петербурга — за большой вклад в развитие отечественного судостроения и укрепления связей промышленности с Российской академией наук.
- 2006 — Государственная премия Российской Федерации — за разработку, создание и развитие трёх поколений атомных подводных ракетоносцев.

### Поощрения
- Благодарность Президента Российской Федерации (16 сентября 1999 года) — за большой личный вклад в развитие подводного кораблестроения[15]

## Работы
- Ковалёв С. Н. О том, что есть и было… Воспоминания.. — Росатом История.. — СПб.: «ЭЛМОР», 2006. — 352 с. — ISBN 5-7399-0133-2.[16].
- Ковалёв С. Н. Живопись [художественный альбом]. — СПб., 2004. — 123 с. — ISBN 5-93843-015-1.

### Память
- 7 июля 2003 года — Почётный гражданин Северодвинска
- В 1985 году на Аллее Героев в Санкт-Петербурге установлен бюст Сергея Никитича (скульптор А. М. Игнатьев, архитектор В. И. Ковалёва)[17].
- В 2011 году набережной на Севмашпредприятии присвоено имя С. Н. Ковалёва[18].
- В Северодвинске на предприятии «Звёздочка» построен морской транспорт вооружения проекта 20180ТВ «Академик Ковалёв» для Северного флота[19].
- 15 августа 2014 года на здании Центрального конструкторского бюро морской техники (ЦКБМТ) «Рубин» была открыта мемориальная доска генеральному конструктору ракетных подводных крейсеров стратегического назначения, академику Сергею Никитичу Ковалёву
- В марте 2017 году в Военно-морской академии им. Адмирала флота Советского Союза Н. Г. Кузнецова открыта именная аудитория академика Сергея Ковалёва и установлена памятная доска с барельефом[20].
- 6 августа 2009 года в честь С. Н. Ковалёва назван астероид 16419 Kovalev, открытый в 1987 году астрономом Л. В. Журавлёвой.
- В 2024 году Санкт-Петербургское отделение РАН учредило премию в память о Ковалёве (технические науки)[21].

## Сноски и источники
1. 1 2  Sergei Nikitich Kovalev // SNAC (англ.) — 2010.
2. 1 2  Lenta.ru: Оружие: Умер конструктор российских атомных подлодок. Дата обращения: 25 февраля 2011. Архивировано 27 февраля 2011 года.
3. ↑  Семёнов С. «Потаённые суда» академика Ковалёва (рус.) // Морской сборник : журнал. — 1999. — Сентябрь (т. 1834, № 09). — С. 27—28. — ISSN 0134-9236.
4. ↑  Ковалёв С. Н. О том, что есть и было… Воспоминания.. — Росатом История.. — СПб.: «ЭЛМОР», 2006. — 352 с. — ISBN 5-7399-0133-2.
5. ↑  Вильнит И. К 100-летию академика С. Н. Ковалёва. // Морской сборник. — 2019. — № 8. — С. 30—34.
6. ↑  Марушин, Владимир. Академик, конструктор, живописец. «Военно-промышленный курьер» (март 2007). Дата обращения: 3 июня 2008. Архивировано 29 февраля 2012 года.
7. ↑  В ЧЕСТЬ ЮБИЛЯРА Архивная копия от 14 сентября 2014 на Wayback Machine, sevmash.ru, 2009-08-20
8. ↑  Ковалёв С. Н. О том, что есть и было… Воспоминания.. — Росатом История.. — СПб.: «ЭЛМОР», 2006. — 352 с. — 1000 экз. — ISBN 5-7399-0133-2.
9. ↑  Умер конструктор российских атомных подлодок. Дата обращения: 25 февраля 2011. Архивировано 27 февраля 2011 года.
10. ↑  В Петербурге простились с генеральным конструктором АПЛ Сергеем Ковалёвым Архивная копия от 19 мая 2014 на Wayback Machine // Вести. Ru
11. ↑  Могила С. Н. Ковалёва на Красненьком кладбище (недоступная ссылка)
12. ↑  Указ Президиума Верховного Совета СССР «О присвоении звания Героя Социалистического Труда работникам, особо отличившимся при создании новых кораблей с ракетным вооружением для Военно-Морского Флота» от 28 апреля 1963 года
13. ↑  «За большие заслуги в деле создания и производства новых типов ракетного вооружения, а также атомных подводных лодок и надводных кораблей, оснащённых этим оружием, и перевооружения кораблей Военно-Морского Флота Президиум Верховного Совета СССР Указами от 28 апреля 1963 года присвоил звание Героя Социалистического Труда 36 ведущим конструкторам, учёным, инженерам и рабочим, наградил орденами и медалями СССР более 6 тысяч рабочих, конструкторов, учёных, руководящих, инженерно-технических работников и военнослужащих Военно-Морского Флота, а также наградил орденами СССР ряд научно-исследовательских институтов, конструкторских бюро и заводов», Ведомости Верховного Совета СССР, 1963, № 19, стр. 510
14. ↑  Указ Президента Российской Федерации № 1098 от 30 сентября 2009 года
15. ↑  Распоряжение Президента Российской Федерации от 16 сентября 1999 года № 346-рп «О поощрении Ковалёва С.Н.» Дата обращения: 6 октября 2019. Архивировано 6 октября 2019 года.
16. ↑  Книга переиздавалась в 2007 и в 2010 годах
17. ↑  Ковалёву С. Н., памятник. Энциклопедия Санкт-Петербурга. Дата обращения: 13 марта 2012. Архивировано 9 декабря 2015 года.
18. ↑  Увековечили имя Ковалёва. Дата обращения: 8 января 2012. Архивировано 4 марта 2016 года.
19. ↑  «Академик Ковалёв» прибыл в Североморск. Дата обращения: 13 апреля 2022. Архивировано 14 апреля 2016 года.
20. ↑  В Военно-морской академии в торжественной обстановке открыли именную аудиторию академика Сергея Ковалёва : Министерство обороны Российской Федерации. Дата обращения: 21 марта 2017. Архивировано 21 марта 2017 года.
21. ↑  Петербургское отделение РАН присвоило свои первые премии выдающимся ученым. ТАСС (3 декабря 2024). Дата обращения: 20 марта 2025.